# 第33屆威尼斯影展
第33屆威尼斯影展於1972年8月21日至9月3日在義大利威尼斯舉行。該屆由於沒有競賽所以沒有評審團。

## 首映電影
| 中文片名         | 原文片名                   | 導演            | 製作國      |
| ---------------- | -------------------------- | --------------- | ----------- |
| 《滄海無情》     | بس يا بحر                  | 哈立德·塞迪克   | 科威特      |
| 《有限公司》     | সীমাবদ্ধ                      | 薩雅吉·雷       | 印度        |
| 《發條橘子》     | A Clockwork Orange         | 史丹利·庫柏力克 | 英国、 美国 |
| 《我的童年》     | My Childhood               | 比爾·道格拉斯   | 英国        |
| 《一生中的两季》 | Les Deux Saisons de la vie | 薩米·帕維爾     | 比利时      |

## 獎項
- 威尼斯青年獎：
  - 最佳處女作：《一生中的两季（法语：Les Deux Saisons de la vie）》— 薩米·帕維爾（法语：Samy Pavel）
- 銀獅獎：
  - 最佳處女作：《我的童年（法语：My Childhood）》— 比爾·道格拉斯（英语：Bill Douglas）[4]
- 榮譽金獅獎：
  - 查理·卓别林
  - 安納托利·戈洛夫尼亞（俄语：Головня, Анатолий Дмитриевич）
  - 比利·懷德
- 費比西獎：
  - 《滄海無情（阿拉伯语：بس يا بحر (فيلم)）》— 哈立德·塞迪克（阿拉伯语：خالد الصديق）
  - 《有限公司》— 薩雅吉·雷
- 帕西內蒂獎（義大利語：Premio Pasinetti）：
  - 最佳外語片：《發條橘子》— 史丹利·庫柏力克

## 外部連結
- 官方网站
- IMDb中威尼斯影展1972年獎項 （页面存档备份，存于）